# Хелмек
Хе́лмек (пол. Chełmek) — місто в південній Польщі, на річці Пшемша.
Належить до Освенцімського повіту Малопольського воєводства.

## Демографія
Демографічна структура станом на 31 березня 2011 року:
|          | Загалом | Допрацездатний вік | Працездатний вік | Постпрацездатний вік |
| -------- | ------- | ------------------ | ---------------- | -------------------- |
| Чоловіки | 4451    | 822                | 3084             | 545                  |
| Жінки    | 4772    | 803                | 2875             | 1094                 |
| Разом    | 9223    | 1625               | 5959             | 1639                 |